# Lygropia joelalis
Lygropia joelalis is een vlinder uit de familie van de grasmotten (Crambidae). De wetenschappelijke naam van de soort is voor het eerst gepubliceerd in 1940 door William Schaus.
De soort komt voor in Puerto Rico.